# Den fördömde
Den fördömde (De verdoemde) is een Zweedse politieserie over een lastige forensisch psycholoog, Sebastian Bergman, gespeeld door Rolf Lassgård. De eerste serie werd op 25 en 26 december 2010 uitgezonden op de Zweedse televisiezender SVT. Een vervolg van twee delen met opnieuw Rolf Lassgård in de hoofdrol werd in 2013 opgenomen en uitgezonden.

## Verhaallijn
Sebastian Bergman is een van de betere forensisch psychologen en profilers bij de politie. Maar hij is een rokkenjager en doet graag politiek incorrecte uitspraken. Alles verandert als hij Lilly leert kennen. Ze trouwen en krijgen een dochter. Zijn carrière verloopt voorspoedig. Dan slaat het noodlot toe. Op 26 december 2004 verliest Sebastian zijn vrouw en dochter bij de tsunami in Thailand. Hierna is hij nog maar een schim van zijn vroegere zelf. Hij leidt een zelfdestructief leven zonder werk, vrienden en familie, en doet alles om zijn verdriet te verbergen. Dan raakt hij toch weer betrokken bij een moordonderzoek.

## Acteurs
- Rolf Lassgård - Sebastian Bergman
- Thomas Laustiola - Torkel Hoglund
- Gunnel Fred - Ursula Andersson
- Moa Silén - Vanja Lithner
- Christopher Wagelin - Billy Rosen

## Afleveringen
Er zijn tot nu toe vier afleveringen gemaakt. De eerste twee zijn in Zweden uitgezonden op respectievelijk 25 en 26 december 2010. In Nederland werden de vier afleveringen uitgezonden door de KRO op 26 juni, 3 juli 2011 en 19 en 26 juni 2014.  Op 31 mei 2011 zijn de eerste twee afleveringen van Den fördömde uitgekomen op dvd.

## In boekvorm
De scenario’s zijn geschreven door Michael Hjorth en Hans Rosenfeldt. Naar aanleiding van het succes van de televisieserie zijn inmiddels onder de auteursnaam Hjorth Rosenfeldt ook vijf thrillers verschenen met dezelfde hoofdpersonen:
- Wat verborgen is  (Det fördolda), 2010
- De discipel (Lärjungen), 2011
- Het familiegraf (Fjällgraven), 2012
- Het stille meisje (Den stumma flickan), 2014
- De test  (Der underkända), 2015